# سلامة حماد
سلامه حماد سالم السحيم (1944-) هو سياسي أردني وُلِد في عمان، شغل منصب وزير الداخلية الأردني منذ 11 مايو 2019 وحتى 12 أوكتوبر 2020. كما شغل نفس المنصب أربع مرات من قبل وذلك في (1993-1995) و (1995-1996) و (19 مايو 2015 - 19 أبريل 2016) و (1 يونيو 2016 حتى 14 يناير 2017). حاصل على وسام الاستقلال من الدرجة الثانية ووسام الكوكب من الدرجة الثانية.
تم تعيين الحماد مره أخرى كوزير للداخلية في 9 مايو 2019، بعد سمير المبيضين في تعديل وزاري من قبل رئيس الوزراء عمر الرزاز. تم استبداله بتوفيق الحلالمة في 12 أكتوبر 2020 في حكومة بشر الخصاونة.

## نشأته ودراسته
ولد سلامة حماد في مَنطقة الرميل في عمان سنة 1944. أكمل تعليمَه الثانوي في عمان، ثُم التحق للدراسة بكلية الحقوق بجامعة بغداد. وحصل على دبلوم المعهد الدولي بالإدارة العامة في باريس سنة 1974.